# Verdovende middelen en verkeer
Rijden onder invloed van verdovende middelen betekent: het besturen van een voertuig onder invloed van medicijnen die de rijvaardigheid beïnvloeden en/of drugs.
Rijden onder invloed van drugs is vooralsnog moeilijk preventief te controleren. Daar wordt wel aan gewerkt.
Een aantal medicijnen kan de rijvaardigheid beïnvloeden. De fabrikant of de apotheker geeft dat aan op de verpakking of in een bijsluiter.
Rijden onder invloed wordt aangemerkt als misdrijf.